# Praça de Touros do Campo Pequeno

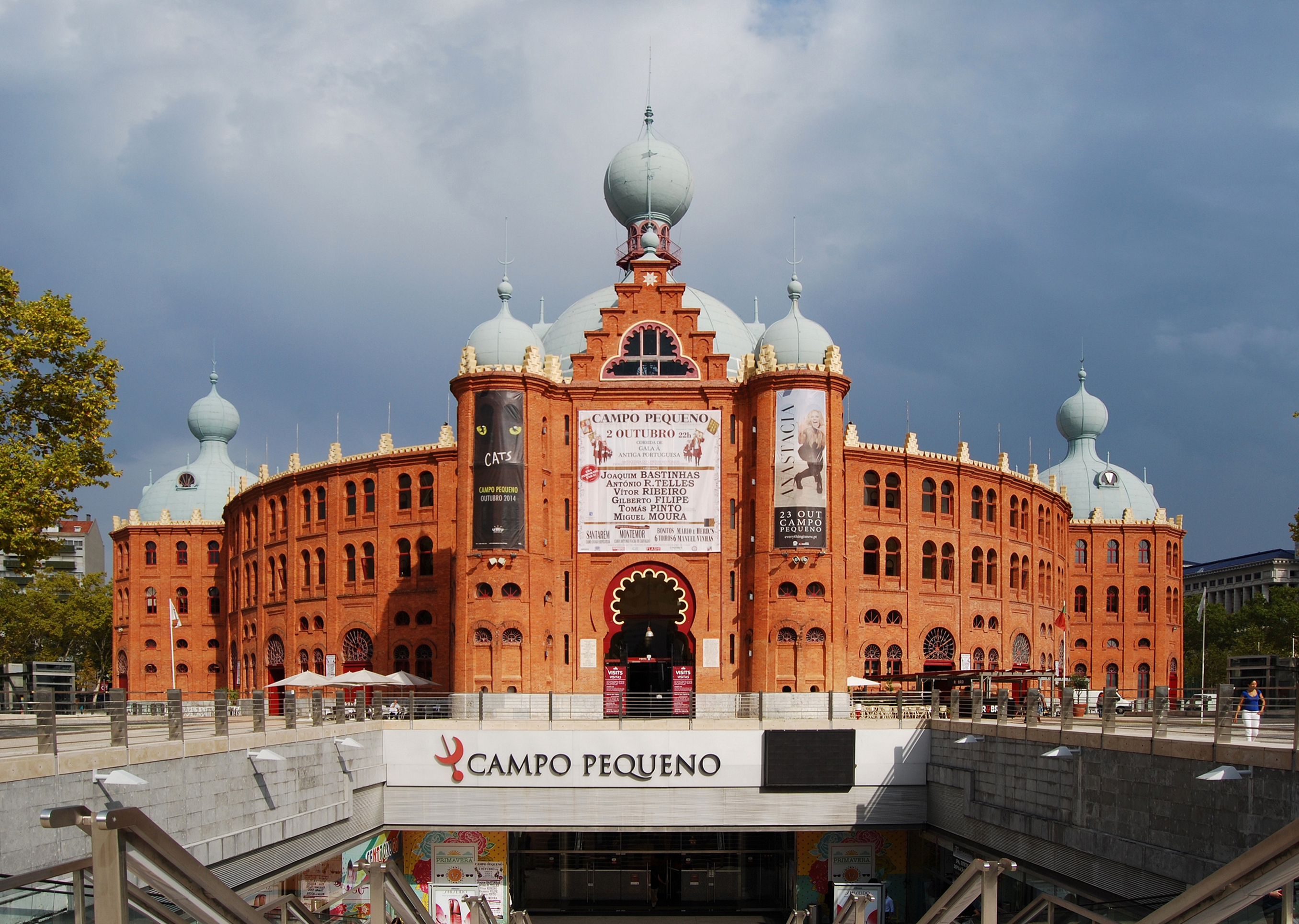
Die Lissabonner Stierkampfarena Praça de Touros do Campo Pequeno, im Vordergrund der Eingang zum unterirdischen Einkaufszentrum

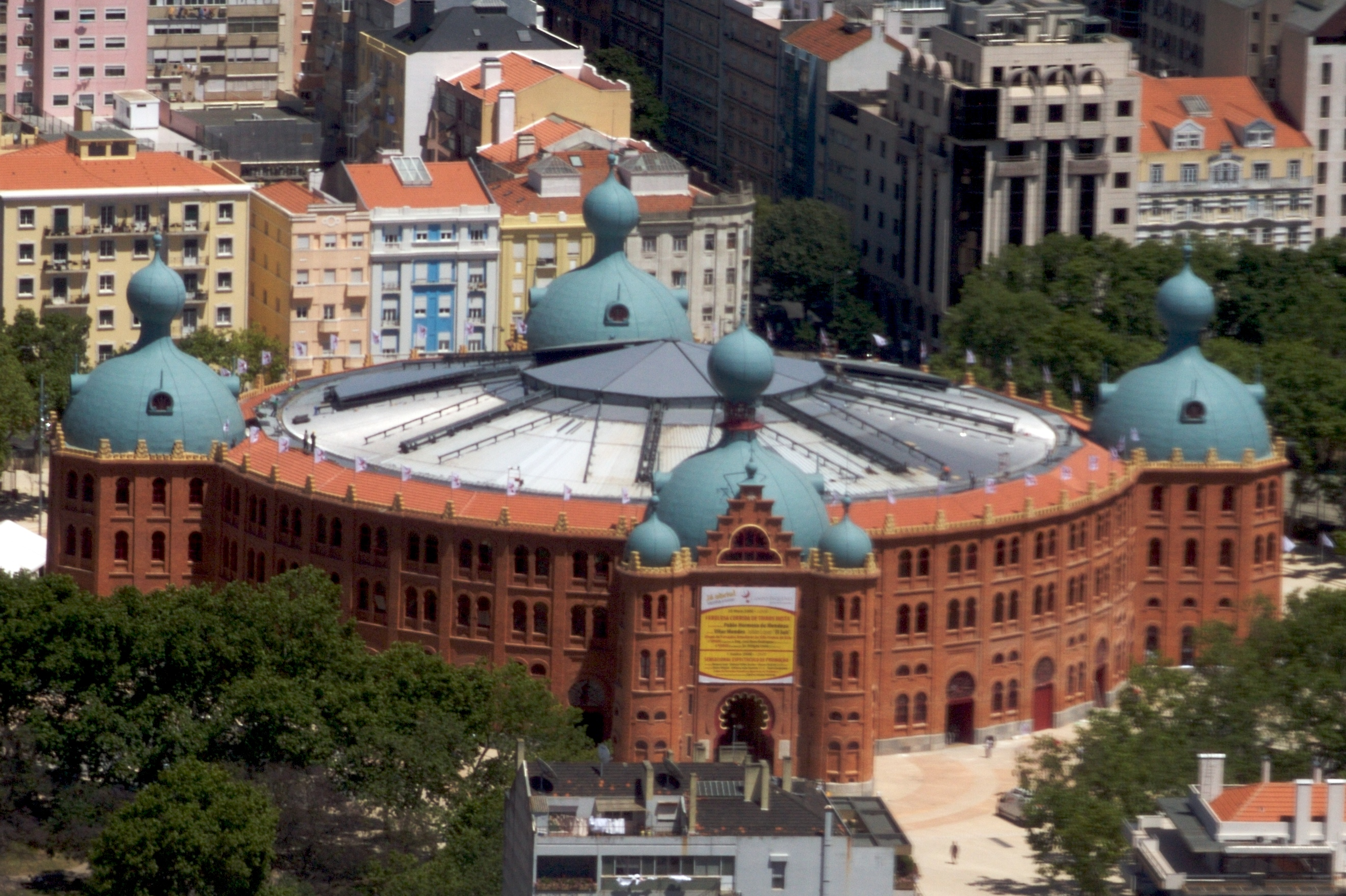
Die Arena aus der Luft betrachtet

Die Praça de Touros do Campo Pequeno, zu deutsch Stierkampfarena am kleinen Platz, ist eine multifunktionale Veranstaltungshalle in der Stadtgemeinde Avenidas Novas der portugiesischen Hauptstadt Lissabon. Sie befindet sich direkt auf dem Campo Pequeno – und wird daher auch oft mit ihm gleichgesetzt – und grenzt an die Avenida da República. Die Arena wurde 1892 eröffnet.

## Geschichte
Die Stierkampfarena am Campo Pequeno entwarf der portugiesische Architekt António José Dias da Silva. Sie wurde zwischen 1890 und 1892 errichtet, nachdem die ehemalige Lissabonner Stierkampfarena am Campo de Santana, die zwischen 1831 und 1891 in Funktion war, abgerissen wurde. Da Silva orientierte sich mit seinem Entwurf im Stile des Neo-Mudéjar an der Madrider Stierkampfarena von Emilio Rodriguez Ayuso. Seit 1903 wird hier eine angolanische Stierkampfart veranstaltet, die Karl I. auf einer Visite in Angola fasziniert hatte, aufgrund dessen versuchte er mit der Einführung dieses Kampfstils, ihn in ganz Portugal populär zu machen. Dies scheiterte allerdings an den jahrhundertealten Stierkampftraditionen.
Bis 2006 wurde die Stierkampfarena von Grund auf saniert und von einer herkömmlichen Arena in eine multifunktionale, überdachte Veranstaltungshalle umgewandelt. Seitdem befindet sich unter der Halle ein großes Einkaufszentrum (Centro Comercial do Campo Pequeno) sowie ein Parkhaus. Seitdem gibt es auch einen direkten Zugang zum U-Bahnhof Campo Pequeno der Linha Amarela der Metro Lissabon.
Die Arena hat eine runde Grundfläche mit vier oktogonalen Türmen an jeder Ecke. Der westliche Turm ist durch zwei weitere, kleinere Türmchen flankiert und dient als Haupteingang. Die zahlreichen Fenster des Gebäudes haben die Form eines Hufeisens. Die Veranstaltungsfläche in der Mitte hat einen Durchmesser von 80 Metern und ist mit Sand bedeckt. In der Arena finden etwa 10.000 Zuschauer Platz.
Im Sommer finden die Stierkämpfe statt, während nun im Winter die Arena unter anderem für Konzerte und ähnliche Veranstaltungen genutzt wird.